# Mine Yoshizaki
Mine Yoshizaki (吉崎観音 Yoshizaki Mine?, nacido en Isahaya, Nagasaki, 2 de diciembre de 1971) es un mangaka japonés que comenzó su carrera haciendo dōjinshis basados en videojuegos. También trabajó como asistente del mangaka Katsu Aki. Su primera publicación apareció en un tomo recopilatorio publicado por Shōgakukan en 1989. 

## Carrera
Yoshizaki, un estudiante graduado de la Universidad de Nagasaki, comenzó a dibujar su propio dōjinshi, basada en juegos de vídeo que fueron famosos en ese momento (en algún lugar de la década de 1980). Con ese dōjinshi, practicó y mejoró sus habilidades de dibujo día tras día. Yoshizaki dice que su experiencia en el dōjinshi dibujo fue la experiencia más valiosa que nunca. Según él, haciendo dōjinshi le dio la oportunidad de buscar por el mundo de la industria de la manga, con todos los aspectos del dibujo a la producción (reunión con impresoras, proceso de edición, etc.) Esto le permite hacer todo el trabajo, en lugar de trabajo en una empresa de producción a gran escala que le permite trabajar en una rama en particular. 
Él es más conocido por su manga Keroro Gunso, que fue publicado por primera vez en la revista japonesa de manga Shōnen Ace. También es el creador de Arcade Gamer Fubuki y del diseño de personajes en la serie de Shichinin no Nana. En 2005,Keroro Gunso, recibió el 50.º Premio Shōgakukan de manga kodomo.
Debido a diversas referencias a Gundam, una serie anime sobre Keroro Gunso fue producida por Bandai. Esto llevó a Yoshizaki a colaborar en algunos proyectos de Gundam, tales como el diseño de las chicas mascota Reiko Holinger y Catalina Blitzen para el videojuego Gundam Card Builder. 
También ha sido el diseñador de la serie de figuras Angel-XX de Neon Genesis Evangelion. 
También ha diseñado un personaje llamado Angol Fear (un guiño a su personaje Angol Mois en Keroro Gunso; incluso esgrimen armas similares), que aparece en el videojuego Soulcalibur IV. También se le acredita como diseñador de concepto para la franquicia Kemono Friends, incluida la serie anime.

## Obras
- 1993 - 1995: FANTASWEAT
- 1994 - 1996: Detana!! TwinBee (spin-off del videojuego TwinBee)
- 1994 - 1995:  8BIT FIGHTER SHIEN
- 1995 - 1997: Space Juubei
- 1996 - 1998: VS Knight Ramune & 40 Fire
- 1998 - 2002: Arcade Gamer Fubuki
- 1999 - presente: Keroro Gunso
- 2000 - 2003: Dragon Quest Monsters + (diseño de los monstruos)